# Идэр
И́дэр — река в Монголии.
Находится на северо-западе страны. Берёт своё начало в Хангайских горах. Длина реки составляет около 452 км. Является правой составляющей реки Селенга. С октября-ноября до середины — конца апреля река замерзает.
Крупнейшие притоки Идэра — Чулуутын-Гол и Тэгшийн-Гол.